# Edmondo De Amicis
Edmondo De Amicis (Oneglia, 1846. október 21. – Bordighera, 1908. március 11.) olasz író, publicista.

## Élete
Tanulmányait Cuneóban és Torinóban végezte, 1863-ban belépett a modenai katonai iskolába, ahonnan hadnagyi rangban került ki. Haditudósító volt a Risorgimento (Olaszország egyesítési mozgalma) idején. Részt vett az Ausztria elleni 1866-os hadjáratban, 1867-ben átvette az Italia militare című hírlap szerkesztését és Bozzetti militari cím alatt több katonai novellát írt. 1871-ben a katonai szolgálatból kilépett, egészen az irodalomra adta magát és Torinóban telepedett meg. 1890 után belépett a szocialista pártba. Műveit, főleg az ifjúság számára irt remek elbeszéléseket, több nyelvre is lefordították. Nagy társadalmi érzékenységű író volt, kitűnő útirajzokat írt. Utolsó éveit megkeserítette édesanyja halála és a veszekedései feleségével, melyek Furio fia öngyilkosságához vezettek.
Legismertebb műve az 1886-ban kiadott Szív (olaszul Cuore) című regény, egy kisiskolás szemszögéből leírt, naplószerű regény. A Gyermekszív című kötete saját magáról szól.

## Művei
- Szív (Cuore)
- Sull' oceano (Milano, 1890)
- Alle porto d' Italia (Milano, 1892)
- Fra scuola e casa (Milano, 1892)
- II libro della donna (Milano, 1892)

## Magyarul
- A szív. Egy iskolaév története; ford. Radó Antal; Dolinay, Bp., 1888
- A bor és egyéb apróságok; ford. Tóth Béla; Lampel, Bp., 1898 (Magyar könyvtár)
- Carmela. Novella; Légrády, Bp., 1905
- Furio. Elbeszélés; ford. Elek Artúr; Franklin, Bp., 1907 (Olcsó könyvtár)
- Lelkierő. Elbeszélés; ford. Elek Artúr; Athenaeum, Bp., 1913 (Modern könyvtár)
- A török nő; ford. Vezsényi Béla; Lampel, Bp., 1913 (Magyar könyvtár)
- A szív. Egy iskolásfiú naplója, 1-2.; ford. Zigány Árpád; Magyar Kereskedelmi Közlöny, Bp., 192?
- Szív; ford. Balla Ignác; Athenaeum, Bp., 1920 (Híres könyvek)
- Forgács Ferencnéː Szív. Ifjúsági színmű; Edmondo De Amicis elbeszélése nyomán; Tanítóképző, Kolozsvár, 1940
- Szív; ford. Gáspár Miklós; Nova, Bp., 1941
- Az Appenninektől az Andokig. Elbeszélések a "Szív" c. kötetből; ford. Gellért György; Ifjúsági, Bp., 1955
- Carmela. Elbeszélések; ford. Dalos László, bev. Füsi József; Zrínyi, Bp., 1959
- Gyermekszív; ford. Székely Erzsébet; Creanga, Bukarest, 1973 (Minden gyermek könyve)
- Szív; ford. Székely Éva; Móra, Bp., 1987
- Szív; ford. Zigány Árpád, átdolg. Varga Lászlóné; Olvasók Háza, Bp., 2011 (A gyermekirodalom kincsei)